# Reagensglas
Et reagensglas er et aflangt, fingerformet glasrør, som er standardudstyr i et kemilaboratorium. Reagensglasset er åbent i toppen og har en afrundet, U-formet bund. Den øverste kant buer typisk udad og ned for at forhindre spild når der hældes væsker fra reagensglasset ned i f.eks. et bægerglas.
Reagensglas fås i mange forskellige længder og bredder. De bruges f.eks. af kemikere til at opsamle små mængder af stof, typisk væsker, under et eksperiment. Reagensglas anvendes også inden biologi og biokemi, til håndtering og dyrkning af alle former for levende organismer, såsom i blod, skimmelsvampe, bakterier, planter og biologisk materiale i vand.  Reagensglassene er designet til at kunne tåle opvarmning, og er ofte fremstillet af glas der ikke udvider sig ved opvarmning, f.eks. Pyrex. De kan tåle at blive holdt i flammen fra f.eks. en bunsenbrænder.